# Rich Text Format
O RTF, acrônimo de Rich Text Format (literalmente, formato de texto enriquecido) é um formato de arquivo proprietário de documento desenvolvido pela Microsoft em 1987 e mantido até 2008, com o intuito de facilitar o intercâmbio de documentos entre diversas plataformas, com base no processador de texto WordPad.
Atualmente, e devido à sua simplicidade e documentação disponível, a maioria dos processadores de texto são capazes de ler e escrever documentos guardados em ficheiros RTF.
Ao contrário da maioria dos formatos de ficheiros de processamento de texto, o formato RTF é um formato totalmente legível por humanos e possível de editar com editores de texto simples.
O formato de ficheiro RTF não deve ser confundido com a designação Enriched Text (tipo de ficheiro "text/enriched" segundo o RFC 1896) ou o seu predecessor Rich Text (tipo de ficheiro "text/richtext" segundo os RFC 1341 e 1521), nem com a norma interna da IBM RFT-DCA (Revisable Format Text-Document Content Architecture), uma vez que são especificações totalmente diferentes.

## Brasil
No Brasil, o formato RTF é o formato preferencial para edição e distribuição de documentos de texto oficiais conforme recomendação do Manual de Redação da Presidência da República. Também os Tribunais Superiores (STF e STJ) são exemplos de entidades onde os documentos são guardados e distribuídos frequentemente em formato Rich Text.